# Yahoo! Japan
A Yahoo! Japan Corporation (ヤフー株式会社; Hepburn: Yafū Kabushiki-gaisha) japán internetcég, melyet a Yahoo! amerikai internetcég és a SoftBank japán telekommunikációs cégek közös vállalataként alapítottak. Székhelye Tokió Minato kerületében, az akaszakai Tokyo Midtown épületkomplexum Midtown Tower nevű felhőkarcolójában található. A Yahoo! Japan webportálja a leglátogatottabb weboldal Japánban, internetszolgáltatásai általánosságban piacvezetőek.

## Története
A Yahoo! és a SoftBank 1996 januárjában alapította meg a Yahoo! Japant, az első japán webportál felállításához. A Yahoo! Japan 1996. április 1-jén indult.
A Yahoo! Japan 1997 novemberében felkerült a JASDAQ értéktőzsdére. A cég 2000 januárjában az első olyan részvénytársaság lett, melynek részvényei darabokként több mint 100 millió jenért kerültek értékesítésére. A vállalat 2003 októberében felkerült a tokiói tőzsdére, majd 2005-ben a Nikkei 225 tőzsdeindexre.
A Yahoo! Japan 2005-ben megszerezte a Fukuoka Dome névhasználati jogát, majd átnevezte azt „Fukuoka Yahoo! Japan Dome”-ra. A „Yahoo Dome” a SoftBank többségi tulajdonában álló Fukuoka SoftBank Hawks profi baseballcsapat otthoni stadionja.
A Yahoo! Japan keresőmotorja 2010. óta a Google Inc. keresőtechnológiáján alapul, cserébe a Google megkapja a Yahoo! Japan különböző termékeinek felhasználói tevékenységekre vonatkozó adatait.
A Verizon Communications 2016-ban bejelentette a Yahoo! alapvető internetes üzletágának felvásárlását. A Yahoo! Japant ez nem érintette, hiszen különálló 35%-os részesedése van, így a Yahoo! és a SoftBank tulajdonában maradt. A Yahoo! a 2000-es évek vége óta népszerűségi és kereskedelmi hanyatlásnak indult, azonban a Yahoo! Japannél ez teljesen máshogy alakult: továbbra is uralja a japán internetipart.

## Iparági testülete
A Yahoo! Japan 2010 februárjában alapító tagja volt Mikitani Hirosi Rakuten-vezérigazgató e-kereskedelmi szervezetének, azonban miután a Rakuten 2011 júniusában kilépett a Japán Üzleti Szövetségből (Keidanren) és lépéseket tett a Japan Association of New Economy (JANE, korábban Japan e-business Association) Keidanren-rivális felállításában, a Yahoo! Japan 2012 márciusában kilépett a szervezetből, majd 2012 júliusában belépett a Keidanrenbe.

## Arculat
A Yahoo! Japan a Yahoo! által a 2009-es arculatváltás előtti klasszikus weboldal-elrendezést, illetve 2013-as logócsere előtt logót használja.

## GyaO
A GyaO japán Video on Demand-szolgáltatás, melyet a Yahoo! Japan üzemeltet.

### Műsorai
- Calimero
- Mahó no tensi Creamy Mami
- Intrigue in the Bakumatsu – Irohanihoheto
- Jormungand
- Kukucska kalandjai
- Musashi Gundó
- Nyanpire
- RD szennó csószasicu
- The World of Golden Eggs

## Galéria

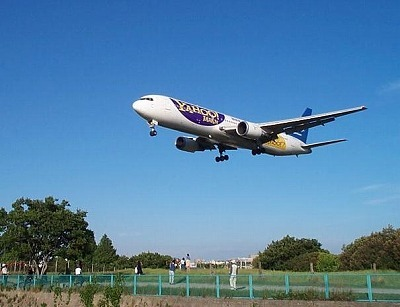
Yahoo! Japan-festésű Boeing 767, melyet a Skymark Airlines üzemeltet (2000, Oszaka nemzetközi repülőtér)
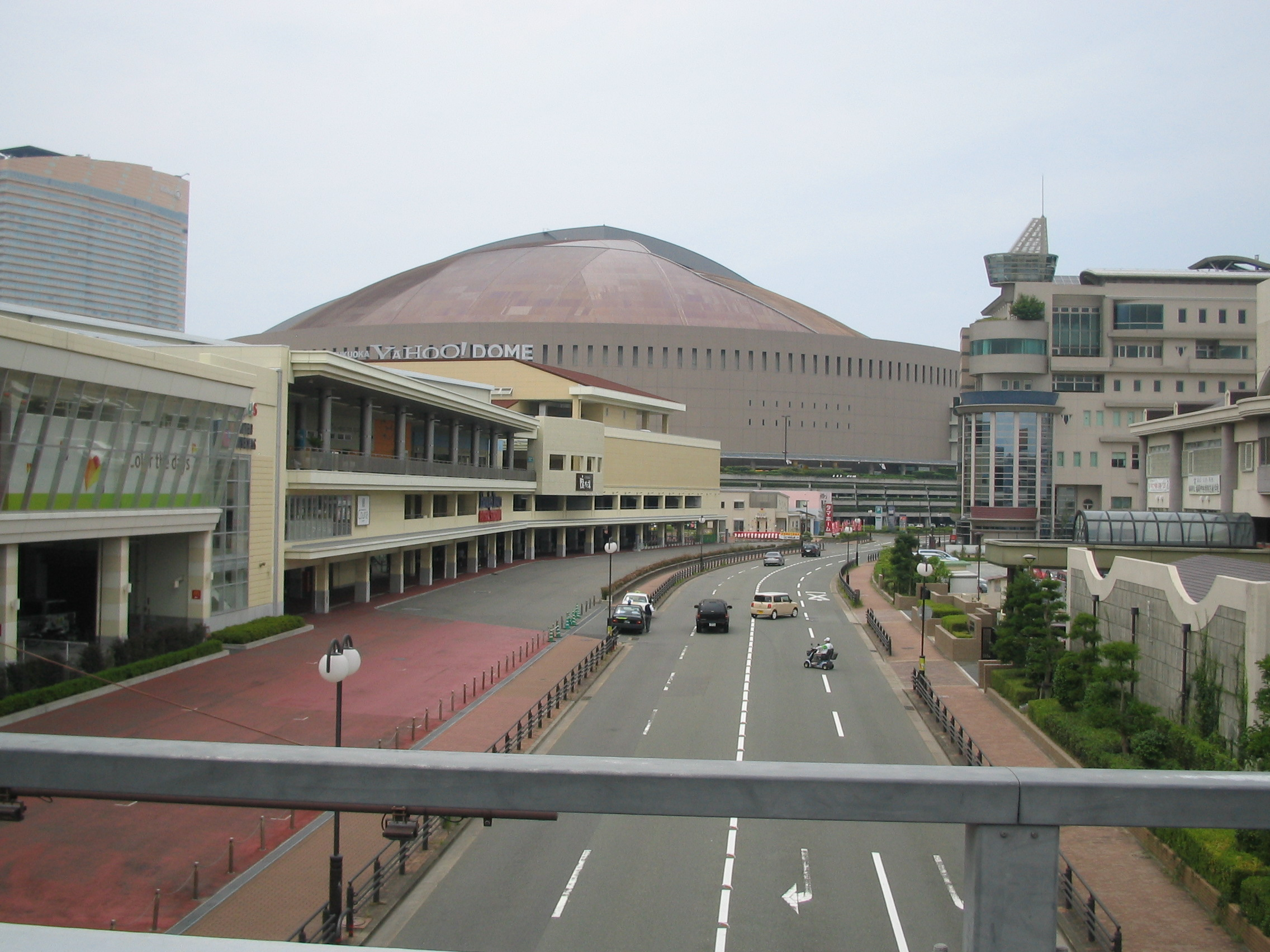
A Fukuoka Yahuoku! Dome, a Fukuoka SoftBank Hawks baseballcsapat otthoni stadionja
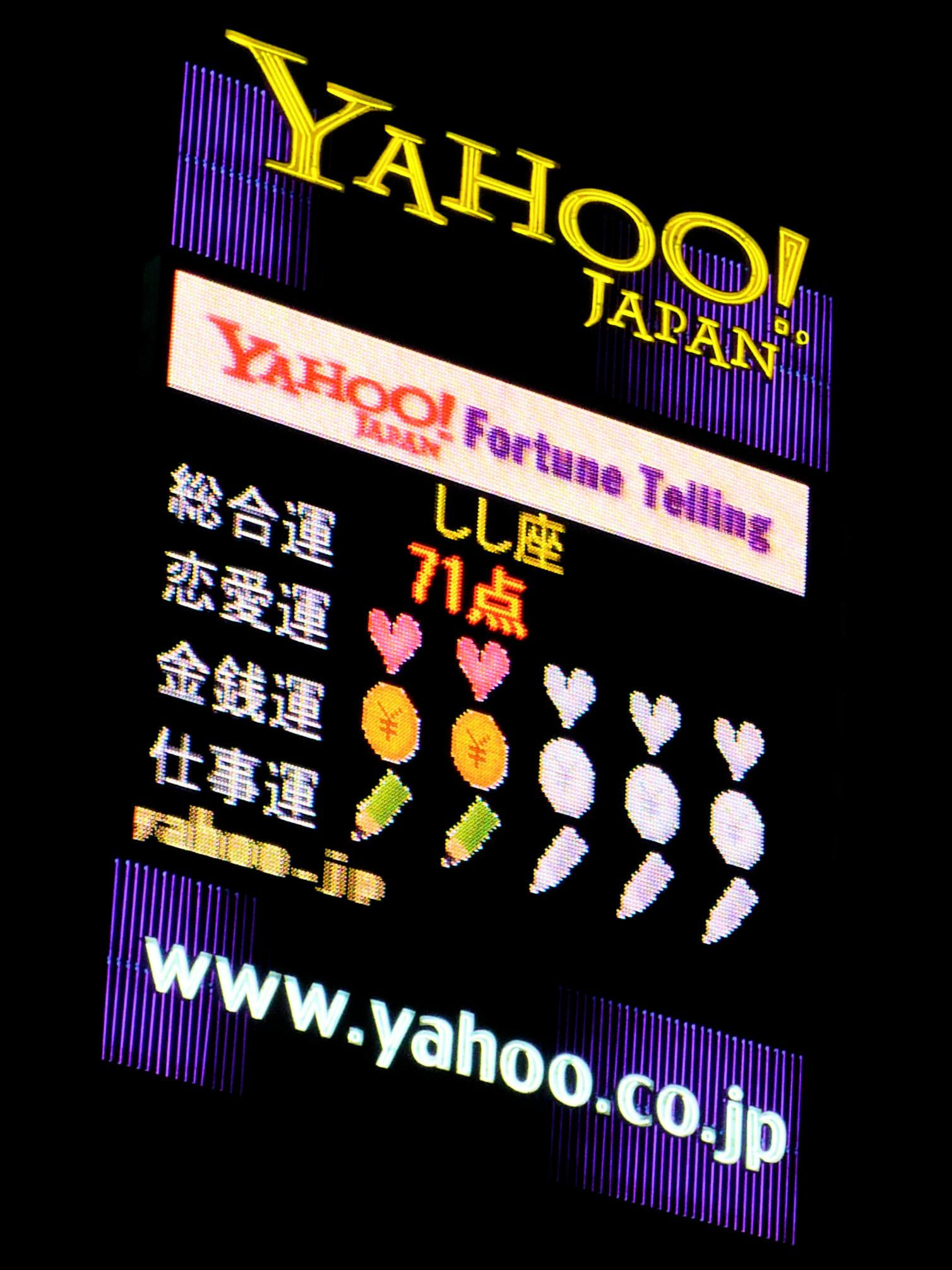
Yahoo! Japan-neontáblák Roppongiban
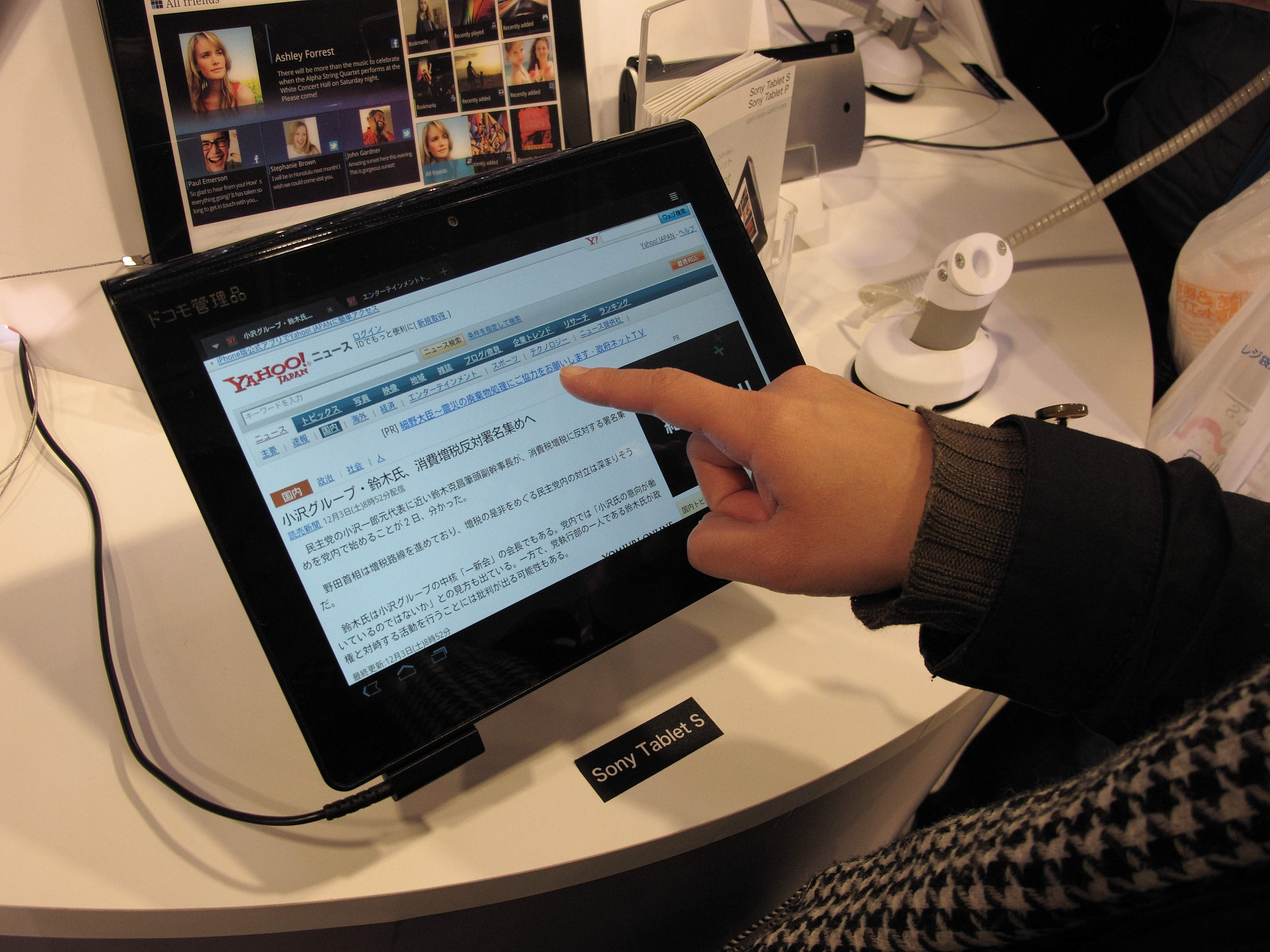
A Yahoo! Japan weboldal egy Sony Tablet S táblagépen

## Leányvállalatai
- Askul Corporation
- Carview Corporation
- Dynatech Inc.
- FirstServer, Inc.
- GyaO Corporation
- IDC Frontier Inc.
- Netrust, Ltd
- Qubital Data Science Co., Ltd.
- Synergy Marketing, Inc.
- Techbase VietNam Company Limited
- Trill, Inc.
- ValueCommerce Co., Ltd.
- Wordleaf Corporation
- YJ Capital Inc.
- YJ Card Corporation
- YJFX, Inc.
- Y’s Insurance Inc.
- Y’s Sports Inc.